# Karin Stögner
Karin Stögner (* 1974) ist eine österreichische Soziologin und Lehrstuhlinhaberin an der Universität Passau.

## Leben
Stögner hat an der Universität Wien Soziologie und Geschichte sowie Romanistik und Anglistik/Amerikanistik studiert. 2008 promovierte sie zur Dr. phil. (Veröffentlichung der Dissertation 2014: Antisemitismus und Sexismus. Historisch-gesellschaftliche Konstellationen). Von 2002 bis 2013 war sie wissenschaftliche Mitarbeiterin am Institut für Konfliktforschung in Wien, 2009 bis 2011 mit einem Marie Curie Intra-European Fellowship an der Central European University in Budapest, 2013/14 mit einem Erwin Schrödinger Excellence Grant an der Lancaster University und 2014 Visiting Researcher an der Georgetown University. Sie war u. a. Gastprofessorin für kritische Gesellschaftstheorie an der Justus-Liebig-Universität Gießen (2016), Visiting Fellow an der Universität Haifa (2016), Institutslektorin an der Hebräischen Universität Jerusalem (2017/18), Gastprofessorin für Kritische Gesellschaftstheorie an der Goethe-Universität Frankfurt (2018/19) und Gastprofessorin an der sozialwissenschaftlichen Fakultät der Universität Wien (2019). Nach der Habilitation 2017 und der Erteilung der Venia docendi im Fach Soziologie an der Universität Wien lehrt sie seit 2019 auf dem Lehrstuhl für Soziologie an der Universität Passau.

## Schriften (Auswahl)
- Traum-Zeit Moderne – das ewige Bild der Weiblichkeit. Eine Annäherung an Walter Benjamins Passagen-Werk. Wien 2004, ISBN 3-7003-1488-4.
- Kreisky – Haider. Bruchlinien österreichischer Identitäten. Wien 2008 (mit Anton Pelinka und Hubert Sickinger), ISBN 978-3-7003-1644-2.
- Antisemitismus und Sexismus. Historisch-gesellschaftliche Konstellationen. Nomos, Baden-Baden 2014, ISBN 978-3-8487-1683-8.
- Sozialwissenschaftliche Denkweisen. Eine Einführung. Wien 2015 (mit Friedhelm Kröll), ISBN 978-3-7003-1937-5.
- Angst vor dem „neuen Menschen“. Zur Verschränkung von Antisemitismus, Antifeminismus und Nationalismus in der FPÖ. In: Stephan Grigat (Hrsg.): AfD und FPÖ. Antisemitismus, Nationalismus und Geschlechterverhältnisse, Baden-Baden 2017, S. 137–161, ISBN 978-3-8487-3805-2.
- New Challenges in Feminism. Intersectionality, Critical Theory, and anti-Zionism. In: Alvin Rosenfeld (Hrsg.): Anti-Zionism and Antisemitism. The Dynamics of Delegitimization. Bloomington 2019, 84–111, ISBN 978-0-253-03869-2.
- Wie inklusiv ist Intersektionalität? Neue soziale Bewegungen, Identitätspolitik und Antisemitismus. In: Samuel Salzborn (Hrsg.): Antisemitismus seit 9/11. Ereignisse, Debatten, Kontroversen. Baden-Baden 2019, 385–402, ISBN 978-3-8487-5417-5.
- mit  Alexandra Colligs (Hrsg.): Kritische Theorie und Feminismus, suhrkamp, Berlin 2022, ISBN 978-3-518-29960-9.